# 武汉当代篮球俱乐部
武汉当代篮球俱乐部，於2018年4月21日成立，球隊由武汉当代明诚文化投资，郑武出任球隊總教練。2018賽季武汉当代例行賽排名第六，季後賽首輪以0比3輸給湖南金健米业。2019年6月28日，武汉当代宣布郑武因個人原因卸下兵符。2020年COVID-19疫情爆發前，武汉当代使用過光谷网球中心、武汉理工大学体育馆、潜江市体育中心、华中科技大学光谷体育馆、江夏体育馆等場館設施，2020賽季也因疫情未如期開打，武汉当代的非湖北籍球員3月8日起在广东清远團練，湖北籍球員4月28日抵達清远與球隊會合，7月8日球隊改到云南昆明訓練，之後到四川温江，8月回到武汉，9月入駐武汉市体育运动学校。2020賽季因疫情改成賽會制，第一階段賽事在武汉五环体育中心舉辦。2020賽季例行賽武汉当代以第四名作收，季後賽止步於首輪。2021年5月31日，武汉当代宣布由德拉甘·罗萨出任球隊總教練。